# Свети Йоан Богослов (Каридица)
„Свети Йоан Богослов“ (на гръцки: Αγίου Ιωάννη Θεολόγου) е възрожденска православна църква, разположена в кожанското село Каридица (Спурта), Егейска Македония, Гърция.
Църквата е построена в 1866 – 1867 година. Според надписа е изписана в 1873 година от Хр. Креа и ученик на Николаос Ат. Самаринеос (χειρός Χρ. Κράια και μαθητού Νικολάου Αθ. Σαμαριναίου). В 1930 година е построена камбанарията на църквата.